# Великобритания на зимних Олимпийских играх 2002
Результаты выступления сборной команды Великобритании на зимних Олимпийских играх 2002 года, проходивших в Солт-Лэйк-Сити, США. Честь королевства защищали сорок девять спортсменов, принимая участие в одиннадцати видах спорта. В результате команда удостоилась двух медалей — золотой и бронзовой.

## Медалисты

### 01!Золото
Рона Мартин, Дебора Нокс, Фиона Макдональд, Дженис Ранкин — женский кёрлинг.

### 03!Бронза
Алекс Кумбер — женский скелетон.
Алан Бакстер пришёл третьим в мужском слаломе, однако позже его уличили в применении запрещённых веществ, в частности метамфетамина. Сам спортсмен отрицал умышленное использование препарата, но Всемирное антидопинговое агентство, тем не менее, лишило его медали и дисквалифицировало на три месяца.

## Состав сборной
Сборная состояла из 49 спортсменов: 18 женщин и 31 мужчина, они соревновались в 11 видах спорта:
- биатлон
- бобслей
- горнолыжный спорт
- кёрлинг
- прыжки на лыжах с трамплина
- санный спорт
- скелетон
- сноубординг
- фигурное катание
- фристайл
- шорт-трек

## Результаты

### Бобслей
Спортсменов — 14
Мужчины
| Соревнование | Спортсмены              | 1 заезд | 1 заезд | 2 заезд | 2 заезд | 3 заезд | 3 заезд | 4 заезд | 4 заезд | Общее время | Итоговое место |
| Соревнование | Спортсмены              | Время   | Место   | Время   | Место   | Время   | Место   | Время   | Место   | Общее время | Итоговое место |
| ------------ | ----------------------- | ------- | ------- | ------- | ------- | ------- | ------- | ------- | ------- | ----------- | -------------- |
| Двойки       | Ли Джонстон Маркус Адам | 48,04   | 10      | 48,16   | 13      | 48,05   | 10      | 48,02   | 10      | 3:12,27     | 10             |

Женщины

### Кёрлинг
Мужская команда заняла 7 место, женская выиграла золото.
Женщины
Состав команды:  Рона Мартин (скип), Дебора Нокс, Фиона Макдональд,  Джанис Рэнкин,  Маргарет Мортон,  Рассел Кейллер.
Клуб Greenacres CC (Хоувуд).

### Санный спорт
Соревнования мужчин на одиночных санях прошли 10 и 11 февраля в Олимпийском парке штата Юта города Парк-Сити.
Мужчины (одиночные сани)
| Спортсмен   | 1 заезд | 1 заезд | 2 заезд | 2 заезд | 3 заезд | 3 заезд | 4 заезд | 4 заезд | Итог     | Итог  |
| Спортсмен   | Время   | Место   | Время   | Место   | Время   | Место   | Время   | Место   | Время    | Место |
| ----------- | ------- | ------- | ------- | ------- | ------- | ------- | ------- | ------- | -------- | ----- |
| Марк Хаттон | 45,391  | 24      | 45,509  | 27      | 45,107  | 26      | 45,559  | 25      | 3:01,566 | 25    |

### Сноуборд
Соревнования прошли в Парк-Сити, в 50 км юго-восточнее Солт-Лейк-Сити.
Женщины — Хафпайп
| Спортсменка    | Дата       | Квалификация, 1 раунд | Квалификация, 1 раунд | Квалификация, 2 раунд | Квалификация, 2 раунд | Финал            | Финал            |
| Спортсменка    | Дата       | Очки                  | Место                 | Очки                  | Место                 | Очки             | Место            |
| -------------- | ---------- | --------------------- | --------------------- | --------------------- | --------------------- | ---------------- | ---------------- |
| Лесли Маккенна | 10 февраля | 12,5                  | 23                    | 25,63                 | 11                    | не вышла в финал | не вышла в финал |

### Скелетон
Скелетон вернулся в программу Олимпийских игр после перерыва в 54 года, в соревнованиях принимали участие как мужчины, так и женщины, финальные спуски состоялись 20 февраля.
Мужчины
| Спортсмен      | Спуск 1 | Спуск 1 | Спуск 2 | Спуск 2 | Итог    | Итог  |
| Спортсмен      | Время   | Место   | Время   | Место   | Время   | Место |
| -------------- | ------- | ------- | ------- | ------- | ------- | ----- |
| Кристан Бромли | 52,17   | 19      | 51,26   | 6       | 1:43,43 | 13    |

Женщины
| Спортсменка  | Спуск 1 | Спуск 1 | Спуск 2 | Спуск 2 | Итог    | Итог  |
| Спортсменка  | Время   | Место   | Время   | Место   | Время   | Место |
| ------------ | ------- | ------- | ------- | ------- | ------- | ----- |
| Алекс Кумбер | 52,48   | 3       | 52,89   | 3       | 1:45,37 | 3     |

### Фигурное катание
Соревнования в танцах на льду прошли 17, 19 и 20 февраля в на искусственном льду Солт-Лейк-Айс-Центра.
Танцы на льду
| Спортсмены                     | Сумма мест (TFP) | Обязательный танец 1 | Обязательный танец 2 | Оригинальный танец | Произвольный танец | Место |
| ------------------------------ | ---------------- | -------------------- | -------------------- | ------------------ | ------------------ | ----- |
| Марика Хамфрис Виталий Баранов | 30,4             | 16                   | 16                   | 15                 | 15                 | 15    |